# Llengües dogon
Les llengües dogons són un conjunt de llengües parlades pel poble dogon, a Mali, que conformen una família lingüística. Hi ha uns 600.000 parlants de la seva dotzena d'idiomes. Són llengües tonals, i la majoria, com el dogul, tenen dos tons, però alguns, com Donno So, en tenen tres. El seu ordre bàsic de paraules és subjecte-objecte-verb.

## Relació amb altres llengües
L'evidència que vincula el Dogon amb les llengües nigerocongoleses és feble, i el seu lloc dins de la família, suposant que en formessin part, tampoc no estaria gaire clar. S'han proposat diverses teories, situant-les dins les llengües gur, mandé o com a branca independent, teoria que ara per ara és la preferida. Les llengües dogon no mostren restes del sistema de classes nominals característic de gran part de les llengües nigerocongoleses, la qual cosa porta els lingüistes a concloure que probablement n'haurien divergit molt aviat.
Roger Blench comenta,
| « | Dogon is both lexically and structurally very different from most other [Niger–Congo] families. It lacks the noun-classes usually regarded as typical of Niger–Congo and has a word order (SOV) that resembles Mande and Ịjọ, but not the other branches. The system of verbal inflections, resembling French is quite unlike any surrounding languages. As a consequence, the ancestor of Dogon is likely to have diverged very early, although the present-day languages probably reflect an origin some 3–4000 years ago. Dogon languages are territorially coherent, suggesting that, despite local migration histories, the Dogon have been in this area of Mali from their origin. | La família dogon és molt diferent, tant lèxicament com estructural, de la majoria d'altres subfamílies nigerocongoleses. És mancada de classes nominals, típiques de la família NG, i és SOV, fet que l'acosta a les llengües mandé i Ịjọ. El sistema d'inflecció verbal s'assembla al del francès, distanciant-se de les altres llengües de la zona. Com a conseqüència, és ben probable que el proto-dogon hagués divergit força aviat, tot i que les llengües actuals reflecteixin un origen de fa prop de tres o quatre mil anys. Les llengües dogon són territorialment coherents i, malgrat instàncies de migracions, els dogon són natius de la seva terra. | » |

i:
| « | Dogon is certainly a well-founded and coherent group. But it has no characteristic Niger–Congo features (noun-classes, verbal extensions, labial-velars) and very few lexical cognates. It could equally well be an independent language family. | El dogon és un grup coherent i ben format, però no té cap característica típica de les llengües nigerocongoleses (classes nominals, extensions verbals, consonants labiovelars) i molts pocs cognats lèxics. Prou bé que podria ser una família lingüística diferent. | » |

Les llengües bamana i fula han exercit una influència significativa sobre el dogon, a causa dels estrets lligams culturals i geogràfics entre aquestes poblacions.
Blench (2015) suggereix que les llengües Bangime i Dogon podrien tenir un substrat d'una branca fins ara "desapareguda" de la família niloticosahariana que anomena "Plateau" ("Altiplà") i que s'hauria separat relativament aviat del proto-nilo-saharià.

## Classificació interna
Els dogons es consideren un únic grup ètnic, però reconeixen que les seves llengües són diferents. En la cosmologia dogon, el dogon constitueix sis de les dotze llengües del món (les altres sis són el fulfulde, el mooré, el bambara, el bozo i el tamasheq).
La llengua dogon més ben estudiada és el Toro So (Tɔrɔ sɔɔ) de Sanga, gràcies als estudis de Marcel Griaule i perquè Toro So va ser seleccionat com una de les tretze llengües nacionals de Mali. És mútuament intel·ligible amb les altres varietats de la cinglera de Bandiagara.

### Calame-Griaule (1956)
Calame-Griaule sembla haver estat el primer a distingir entre les diverses varietats de Dogon. En el seu treball de 1956 va classificar les llengües de la següent manera, amb adaptacions fetes cada vegada que es confirmava l'existència d'una nova varietat (cosa que passava contínuament fins a l'any 2005), o que des de llavors s'han demostrat que són mútuament intel·ligibles (com ho va confirmar Hochstetler pels "escarpment dialects"). Els dos idiomes estàndard estan marcats amb un asterisc.
- Plains Dogon (dogon de les planes): Jamsai,* Tɔrɔ tegu, Western Plains (dialectes: Togo kã, Tengu kã, Tomo kã)
- Escarpment Dogon (dogon de la cinglera): (dialectes: Tɔrɔ sɔɔ,* Tɔmmɔ sɔɔ, Donno sɔaka Kamma sɔ)
- West Dogon (dogon occidental): Duleri, Mombo, Ampari – Penange ; Budu
- North Plateau Dogon (dogon de l'altiplà septentrional): Bondum, Dogul
- Yanda
- Nanga : Naŋa, Bankan Tey (Walo), Ben Tey
- Tebul

Douyon i Blench (2005) informen d'una varietat addicional, que encara no està classificada, l'Ana Tiŋa.
Blench va assenyalar que el sufix plural dels substantius suggereix que el Budu és el més proper al Mombo, de manera que s'ha inclòs a la branca occidental de més amunt. També assenyala que el Walo–Kumbe és lèxicament més semblant al Naŋa i se sospita que podrien ser el mateix idioma.

### Glottolog4.3
Glottolog 4.3 sintetitza classificacions de Moran i Prokić, que defensen una divisió en dos grans grups:
- Grup occidental
  - Dogon occidental
    - Ampari Dogon
    - Bunoge Dogon
    - Mombo Dogon
    - Penange Dogon
    - Tiranige Diga Dogon

  - Dogon de l'Altiplà septentrional
    - Dogul Dom Dogon
    - Yanda-Bondum-Tebul
      - Najamba-Kindige: Bondum Dom, Kindige, Najamba
      - Tebul Ure Dogon
      - Yanda-Ana
        - Ana Tinga Dogon
        - Yanda Dom Dogon
- Grup oriental
  - Dogon de la cinglera
    - Donno So Dogon
    - Tommo So Dogon
    - Toro So Dogon: Ibi So, Ireli, Sangha So, Yorno So, Youga So

  - Dogon Nangan
    - Bankan Tey Dogon
    - Ben Tey Dogon
    - Nanga Dogon

  - Dogon de les planes
    - Jamsay Dogon: Bama, Domno, Gono, Guru, Perge Tegu
    - Toro Tegu Dogon
    - Dogon de les planes occidentals
      - Tengou-Togo Dogon: Gimri Kan, Tengu Kan, Tenu Kan, Togo Kan, Woru Kan
      - Tomo Kan Dogon

## Llengua predogon
El Bangime (Baŋgɛri mɛ), antigament considerat com un dialecte divergent, ha resultat ser més probablement una llengua aïllada. Blench creu que és una resta de les llengües predogons de la zona; els dogon sembla que han estat a la zona durant molts milers d'anys.
A més, Blench (2015) suggereix que hi ha un substrat nilosaharià a les llengües dogons, provinent d'una branca de dita família, la qual anomena primerament "Plateau".

## Vocabulari comparat
Comparació de vocabulari bàsic de les llengües dogon, a més de la llengua Bangime:
| Llengua    | Ubicació     | ull           | orella          | nas             | dent           | llengua         | boca          | sang         | os              | arbre           | aigua                    | menjar         | nom            |
| ---------- | ------------ | ------------- | --------------- | --------------- | -------------- | --------------- | ------------- | ------------ | --------------- | --------------- | ------------------------ | -------------- | -------------- |
| Yorno-So   |              | gìrǐː         | súgùrù          | kín             | ɛ̌n             | nɛ́nɛ́, nɛ̀nɛ̌ː     | kɛ̀nɛ́, áŋá     | ìllîː        | kǐː             | náː             | dǐː                      | káː            | bôy            |
| Toro Tegu  | Tabi         | jìró, gìró    | súgúrú          | cìrⁿò-ká        | jìrⁿó          | lèlá            | ká            | néŋ          | cìrá            | náː, X nà       | ní                       | lí ~ lɛ́        | ìsǒŋ           |
| Ben Tey    | Beni         | jìré          | súːrⁿù          | círⁿì           | ìrⁿú, ìrⁿí     | lɛ̀mdɛ̂ː          | mǒː, m̀bǒː     | gòŋgòró      | cìrⁿéy          | náː, nàː-dûm    | nîː                      | ñɛ́             | ìnìrⁿîː        |
| Yanda Dom  | Yanda        | gìd-íyè, gìdè | sún             | kìnzà           | ìn             | nɛ̀mdà           | cɛ́nɛ́, m̀bò     | jènjù        | kìrⁿà           | tìmè, tìmɛ̀, nìː | ínjú                     | ʔə́ñɛ́ ~ ʔə́ñá-lì | ín             |
| Jamsay     | Douentza     | jìré          | sûn             | círⁿé           | ìrⁿé           | nɛ̀nɛ́            | káː           | nɛ̂yⁿ         | cìrⁿé           | náː             | níː                      | ñɛ́ː            | bón            |
| Perge Tegu | Pergué       | gìré          | súŋúrⁿù         | kírⁿé           | ìrⁿé           | lɛ̀lɛ́            | káː           | nɛ̂m          | kìrⁿé           | náː             | níː                      | ñɛ́ː            | sórⁿú          |
| Gourou     | Kiri         | gìré          | súŋùn           | kírⁿé           | ìrⁿé           | nɛ̀nɛ́            | káː           | nɛ̂yⁿ         | kìrⁿé           | ̀̌                | níː                      | ñɛ́ː            | bón            |
| Nanga      | Anda         | gìré          | súŋúrⁿì         | kírⁿê           | ǹnɛ́, ìnɛ́, ìrⁿɛ́ | nɛ́ndɛ̀           | nɔ̌ː           | gòndùgó      | kìrⁿá           | déː, nàː dûː    | nîː                      | kɔ́ː            | ǹnèrⁿî, ìnèrⁿî |
| Bankan-Tey | Walo         | gìré          | sûn             | círⁿè           | ŋìrⁿɛ́, ñìrⁿɛ́   | lɛ̀mbìrɛ̂         | mbǔː          | gòŋgòró      | kìrⁿěy          | nàː-dûm         | nîː                      | ñɛ́             | ŋìnnîː, ñìnnîː |
| Najamba    | Kubewel-Adia | gìró ~ gìré   | súnùː ~ súnìː   | kìnjâː ~ kìnjɛ̂ː | ìnɔ̌ː ~ ìnɛ̌ː    | nɛ̌ndɔ̀ː ~ nɛ̌ndɛ̀ː | ìbí-ŋgé ~ ìbí | gěn-gé ~ gěn | kìná-ŋgó ~ kìná | nǐː ~ nìː-mbó   | íŋgé ~ íŋgé, ínjé ~ ínjé | kwɛ́            | ínèn ~ ínèn    |
| Tommo-So   | Tongo-Tongo  | gìré          | súgúlú          | kínú            | ìnú            | nííndɛ́          | kɛ̀nnɛ́, áŋá    | ìlìyé        | kìyé            | tímɛ́            | díí                      | ńyɛ́            | bóy            |
| Togo-Kan   | Koporo-pen   | gìré          | súgúrú          | kírⁿí           | ìrⁿí           | nɛ́nɛ́            | káⁿ           | nɛ́           | kìrⁿí           | náː             | díː                      | ñíː ~ ñíː      | bɔ́ⁿ            |
| Mombo      | Songho       | gírè          | súgúlí kìjìkìjì | kínjà           | ínnì           | nèːndé          | dónì          | gèːŋgé       | gàːwⁿěː         | tíníŋgɔ̀         | mîː                      | ɲɛ́ː            | íní            |
| Bangime    |              | ɡìré          | tàŋà            | súmbí-rì        | n nóɔ́ n síìⁿ   | nóɔ́ n ʒɛ̀rí      | nɔ́ɔ̀           | ʒíì          | nnòɔ̀rɛ̀          | dʷàà, dʷàɛ̀      | ɥíè                      | dì-á           | (màá) níì      |

## Numerals
Comparació de números en idiomes individuals:
| Llengua             | 1                               | 2         | 3           | 4             | 5             | 6             | 7       | 8      | 9                | 10     |
| ------------------- | ------------------------------- | --------- | ----------- | ------------- | ------------- | ------------- | ------- | ------ | ---------------- | ------ |
| Dogulu Dom (1)      | tɔ̀mɔ̀                            | nééɡè     | táándù      | kɛ́ɛ́sɔ̀         | ǹó            | kúlè          | sɔ́ɔ́wɛ̀   | sèèlé  | tùùwɔ́            | pɛ́ɛ̀l   |
| Dogul Dom Dogon (2) | tomo                            | nɛiɡe     | taandu      | kɛɛso         | n'nɔ          | kuloi         | sɔɔi    | seele  | tuwɔ             | pɛɛl   |
| Tommo So Dogon      | tíí (túmɔ́ as a modifier)        | néé       | tààndú      | nǎy           | ǹnɔ́           | kúlóy         | sɔ́y     | ɡáɡìrà | túwwɔ́            | pɛ́l    |
| Donno So Dogon      | tí (for counting), túru         | lɛ̀y       | tàːnu       | này           | nùmoro / nnɔ  | kúlóy / kulei | sɔ̀y     | ɡàɡara | tùo / tuɡɔ       | pɛ́lu   |
| Jamsay Dogon        | túrú                            | lɛ̌y / lɛ̀y | tǎːn / tàːn | nǎyⁿ / nàyⁿ * | nǔːyⁿ / nùːyⁿ | kúróy         | sûyⁿ    | ɡáːrà  | láːrúwà / láːrwà | pɛ́rú   |
| Toro So Dogon (1)   | tíì (for counting), túrú        | lɛ́j       | tàánú       | nàjí          | nùmɔ́r̃ɔ́        | kúlòj         | sɔ́j     | ɡáárà  | túwɔ́             | pɛ́rú   |
| Toro So Dogon (2)   | tíírú (for counting), túrú      | léí       | táánú       | náí           | númɔ́rɔ́n       | kúlóí         | sɔ́í     | ɡáɡárá | túwɔ́             | pɛ́lú   |
| Toro Tegu Dogon     | túrú                            | lɛ̌y       | tǎːlí       | nǎyⁿ *        | nǔːyⁿ         | kúréy         | sóyⁿ    | ɡáːrà  | láːrà            | pɛ́ró   |
| Bankan Tey Dogon    | tùmá                            | jǒj       | tàːní       | nìŋŋějⁿ       | nùmmǔjⁿ       | kúròj         | síjⁿɔ̀jⁿ | ɡáːràj | tèːsúm           | pɛ́ːrú  |
| Ben Tey Dogon       | tùmɔ́:                           | yěy       | tàːnú       | nǐːyⁿ         | nùmǔyⁿ        | kúròy         | súyⁿɔ̀yⁿ | ɡáːrày | tèːsǐm           | pɛ́rú   |
| Mombo Dogon         | yɛ̀ːtáːŋɡù / tíːtà (in counting) | nɛ́ːŋɡá    | táːndì      | kɛ́ːjɔ́         | núːmù         | kúléyⁿ        | sɔ́ːlì   | séːlè  | tóːwà            | pɛ́ːlù  |
| Najamba-Kindige     | kúndé                           | nôːj      | tàːndîː     | kɛ́ːdʒɛ̀j       | nùmîː         | kúlèj         | swɛ̂j    | sáːɡìː | twâj             | píjɛ́lì |
| Nanga Dogon         | tùmâ                            | wǒj       | tàːndǐː     | nɔ̌jⁿ          | nìmǐː         | kúrê          | sújɛ̂    | ɡáːrɛ̀  | tèːsǐː           | pɛ́ːrú  |
| Togo Kan Dogon (1)  | tí                              | lɔ́y       | tàán, tàánú | nǎyⁿ          | núnɛ́ɛ́ⁿ        | kúréé         | sɔ́ɔ̀     | sìláà  | túwáà            | pɛ́rú   |
| Togo Kan Dogon (2)  | tí                              | lɔ́yì      | tánn        | náɲì          | númɛ̀          | kúlèn         | sɔ́      | sílà   | túwà             | pɛ́lì   |
| Yanda Dom Dogon     | tùmá:                           | nɔ́ː / nó  | táːndù      | cɛ́zɔ̀          | nûm           | kúlé          | swɛ́ː    | sáːɡè  | twâː             | píyél  |